# Britanske podmornice klase F
Klasa F je klasa britanskih obalnih podmornica.

## Razvoj
Gotovo usporedno s razvojem i izgradnjom eksperimentalnih podmornica temeljenih na talijanskim i francuskim konceptima (klase S i W), otpočeo je razvoj još jednog domaćeg projekta u kojem je Admiralitet nastojao koncetrirati najbolja tehnička rješenja i saznanja prikupljena na temelju svih do tada rabljenih klasa i tipova obalnih podmornica.

Rezultati takvih razmišljanja i opredjeljenja bili su materijalizirani u obliku konstrukcije obalnih podmornica dvostrukog trupa koje su dobile klasifikacijsku oznaku F. Prva podmornica klase F naručena je od brodogradilišta Chatham u sklopu programskog plana za 1913.-1914. godinu. Kobilica za F1 položena je na navoz 1. prosinca 1913. Admiralitet je naručio izgradnju još sedam podmornica ovog tipa. Izbijanjem Prvog svjetskog rata otkazana je izgradnja pet podmornica u korist završetka triju započetih podmornica koje su gradila tri različita brodogradilišta.

## Opis
Konstrukcija klase F temeljila se najvećim dijelom na Vickersovoj klasi V. Idejni projekt sadržavao je mnoga poboljšanja u odnosu na klasu V, uključujući i ugradnju krmene torpedne cijevi.

Klasa F bila je približno istih dimenzija, deplasmana, ukupne snage instaliranog propulzijskog sustava i ostvarivih brzina. Prve dvije izgrađene podmornice F1 i F2 imale su djelomični dvostruki trup. Na trećoj podmornici bio je u potpunosti primijenjen dvostruki trup. Duljina dvostrukog trupa iznosila je 21 m, odnosno nekih 8% manje nego kod V klase. Isto tako, podesnom konstrukcijom zapremina balastnih i ostalih tankova je povećana u odnosu na V klasu toliko da je pričuva uzgona porasla na 43% u odnosu na 28% u V klase.
Zanimljivo je da su za propulziju podmornica klase F uporabljena tri različita tipa glavnih dizelskih motora. Na prvoj podmornici F1 ugrađeni su osmocilindrični motori od 450 KS, izgrađeni u tvornici motora u Chathamu. Podmornicu F2 pogonila su dva šesterocilindrična MAN dizela iste snage. Konačno, podmornicu F3 opremili su osmocilindričnim vertikalnim Vickersovim SA motorima čija je nazivna snaga također bila deklarirana na 450 KS. Podvodna propulzija temeljila se na dvama električnim motorima koji su zajednički razvijali 400 KS. Maksimalne površinske i podvodne brzine uglavnom su usporedive s vrijednostima brzina koje su postizale podmornice klase V.

Usporedba na polju doplova pokazuje da se zahvaljujući primjeni novih baterija podvodni doplov klase F bio znatno veći nego u klase V. Na podmornicama klase F također je primijenjena tehnika samokompenzirajućih tankova goriva. Borbeni sustav ove klase povećan je ugradnjom krmene torpedne cijevi a borbeni komplet činilo je šest torpeda kalibra 440 mm. 

## Operativna uporaba
Podmornice klase F zadržale su se u službi tek tri do četiri godine. Preživjele su ratna zbivanja i povučene su iz službe i otpisane iz flotne liste tijekom srpnja 1919.